# This Is Your Land
This Is Your Land è un singolo del gruppo musicale scozzese Simple Minds, pubblicato nel 1989 dalla Virgin Music (Publishers) come secondo estratto dall'album Street Fighting Years.

## Il disco
Il brano presenta Lou Reed come cantante ospite. Il singolo raggiunse il nº 13 della classifica britannica. Il videoclip fu girato in Spagna.
La canzone fu elogiata da David Sinclair di Q Magazine come parte di una recensione a cinque stelle dell'album Street Fighting Years. Sinclair scrisse: "La melodia del tutto seducente dì This Is Your Land, con un impassibile Lou Reed, indossa un rimprovero pungente verso la questione ambientale, portando dolcemente l'ascoltatore verso lo splendore panoramico della coda strumentale."

## Tracce
Testi e musiche dei Simple Minds.

### 7"
Lato A
1. This Is Your Land (Full Length Version) - 6:18

Lato B
1. Saturday Girl - 6:08

### 12" e CD
1. This Is Your Land (Full Length Version) - 6:18
2. Saturday Girl - 6:08
3. Year of the Dragon - 3:07

### Musicassetta
Lato A e Lato B
1. This Is Your Land (Full Length Version) - 6:18
2. Saturday Girl - 6:08

## Classifiche
| Classifica (1989)             | Posizione massima |
| ----------------------------- | ----------------- |
| Australia                     | 38                |
| Belgio (Fiandre)              | 7                 |
| Canada                        | 40                |
| Germania                      | 25                |
| Irlanda                       | 6                 |
| Italia                        | 5                 |
| Nuova Zelanda                 | 26                |
| Paesi Bassi                   | 7                 |
| Regno Unito                   | 13                |
| Stati Uniti (alternative)     | 12                |
| Stati Uniti (mainstream rock) | 37                |
| Svezia                        | 18                |
| Svizzera                      | 10                |